# Museu d'Art de Filadèlfia
El Museu d'Art de Filadèlfia (en anglès Philadelphia Museum of Art) és el major museu d'art de Filadèlfia. El museu posseeix objectes d'èpoques diverses, procedents d'Europa, d'Amèrica i d'Àsia, i és visitat per 600.000 persones a l'any aproximadament (2013). L'art del segle xx és ben representat amb obres de Marcel Duchamp, Constantin Brancusi i Pablo Picasso.
El primer edifici del museu, d'estil Neogrec va obrir el 1877 a la Benjamin Franklin Parkway, una avinguda cèlebre del centre de la ciutat. Altres edificis han obert d'aleshores ençà, com el Rodin Museum situat a la vora, que conté la segona col·lecció de Rodin del món, i el Perelman Building, que va obrir el 2007 davant l'edifici original.
El museu és propietari de l'obra del pintor gòtic català Bernat Martorell, Mare de Déu envoltada de les virtuts cardinals, que podria ser la pintura que corona el Retaule de sant Jordi que Martorell va fer per a la capella del Palau de la Generalitat que actualment està desmembrat entre l'Institut d'Art de Chicago, que en conserva la taula central, Sant Jordi matant el drac, i el Museu del Louvre, que custodia les quatre taules laterals amb escenes del martiri del sant.

## Col·leccions
Les col·leccions del museu són molt variades. Les tradicions locals de Pennsilvània o, més àmpliament, dels Estats Units, hi són ben representades. Tanmateix, el museu disposa igualment d'una col·lecció d'art asiàtic i d'obres europees diverses. Com a la majoria dels museus d'art, els quadres mantenen un lloc de tria, però no són de cap manera només els objectes presents. Les col·leccions són particularment riques en l'àmbit de la indumentària i en el de l'armament.
Gràcies una donació de la família Arensberg, grans col·leccionistes, el museu disposa de col·leccions d'art del segle XX i posseeix així la més important col·lecció d'obres de Marcel Duchamp al món.

### Algunes obres
- Peter Paul Rubens, Prometeu

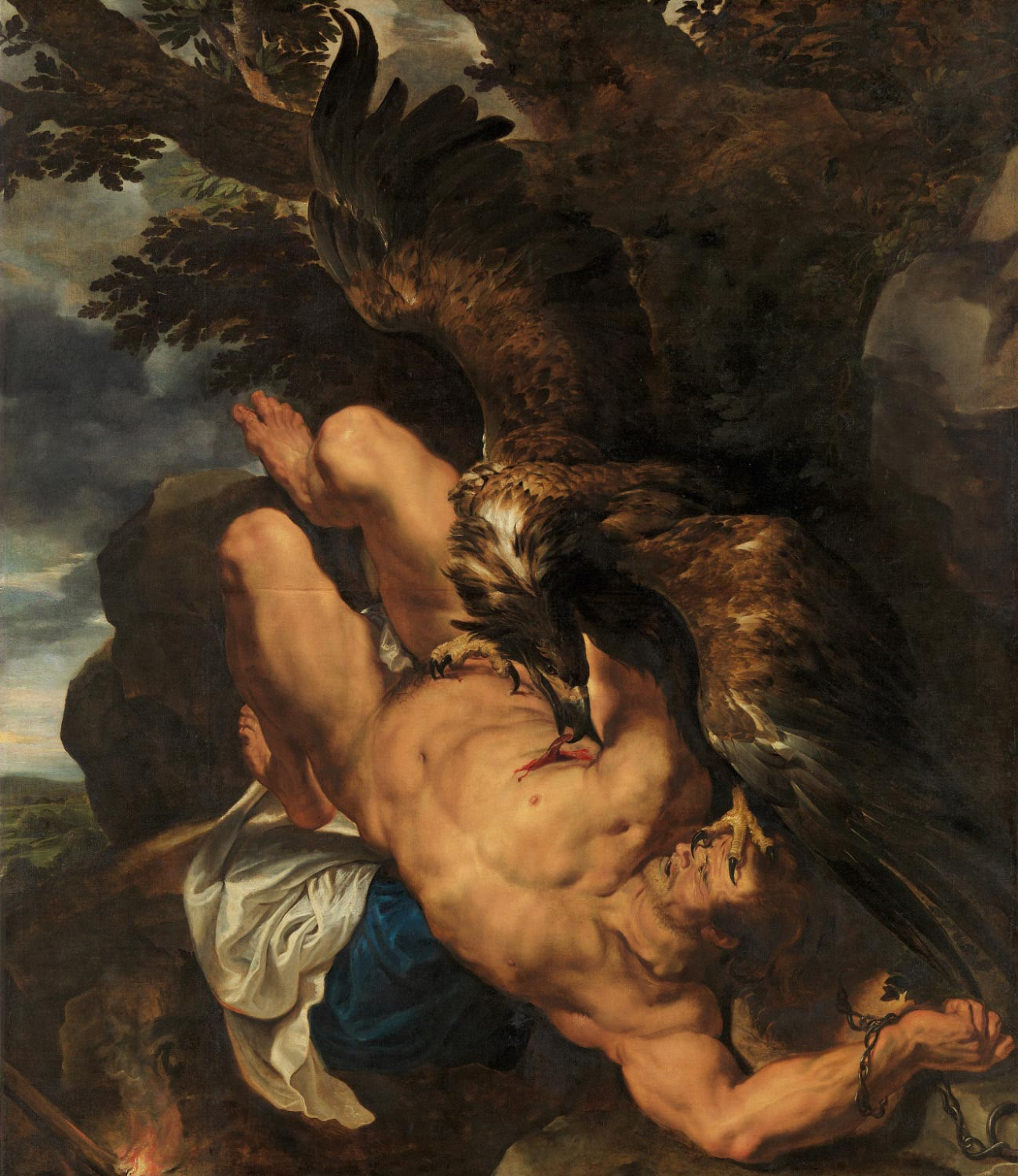
Rubens, Prometeu encadenat, 1611-1612

- Jean-Baptiste Camille Corot, Cabrera de Terni
- Gustave Courbet, Combat del Kearsarge i de l'Alabama
- Marcel Duchamp, Nu baixant una escala
- Marcel Duchamp, Casada nua pels seus solters
- Edouard Manet, El Combat del Kearsarge i de l'Alabama
- Edouard Manet, La sortida del vapor de Folkestone
- Claude Monet, Pont d'Argenteuil
- Eugène Delacroix, Cavalls a l'abeurador
- Vincent Van Gogh, Retrat de Madame Augustine Roullin
- Antonio Rotta
- Auguste Renoir, Les grans banyistes
- Camille Pissarro, Pont Nou
- Joan Miró, Gos bordant la lluna
- Bernat Martorell, Mare de Déu envoltada de les virtuts cardinals,obra mestra del Gòtic català.[2]

## Galeria

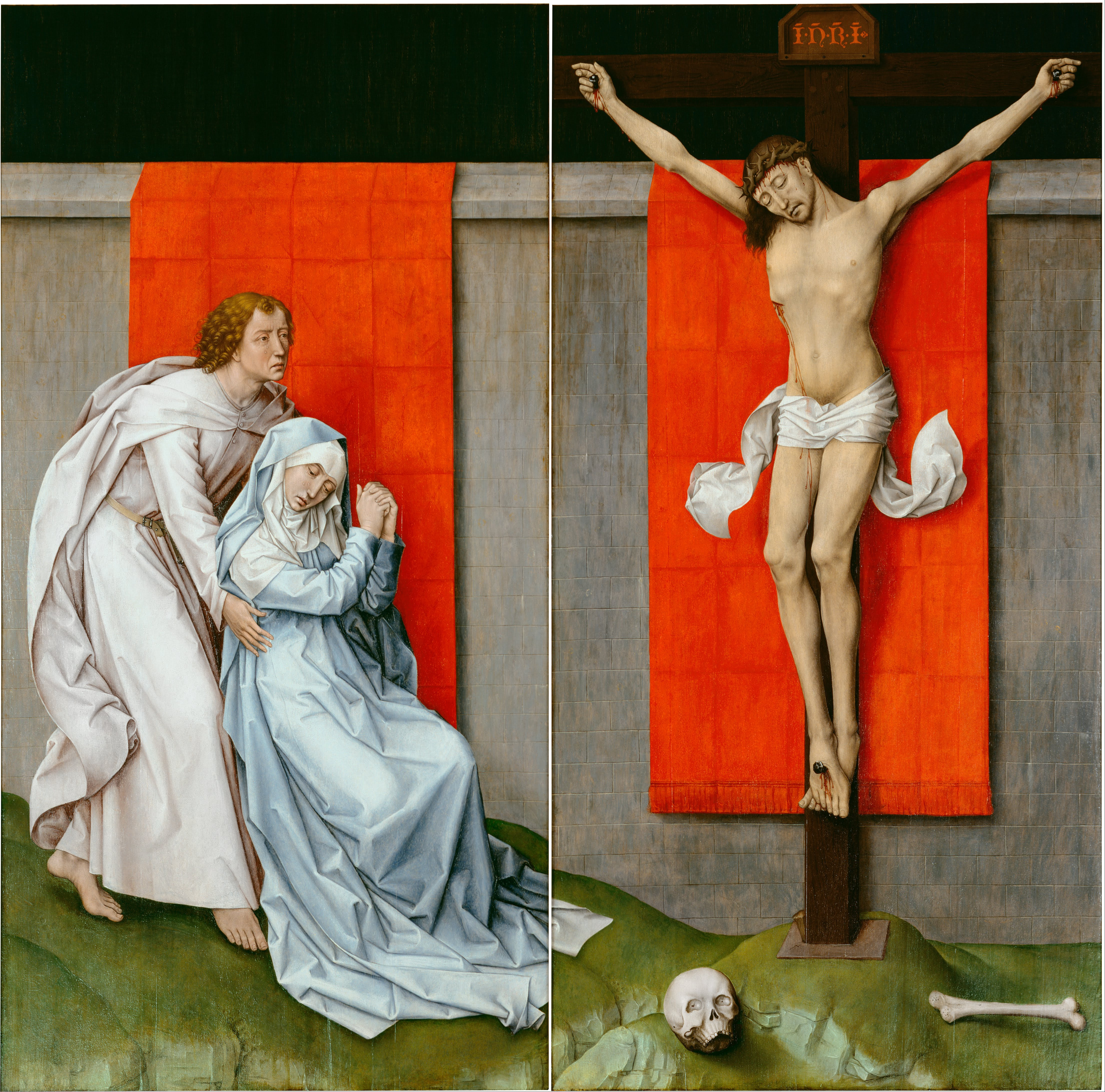
Rogier van der Weyden Díptic Crucifixtion , c. 1460
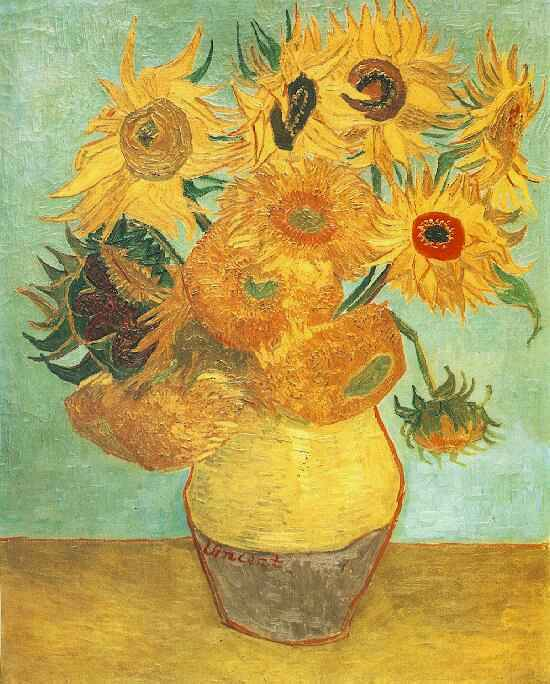
Van Gogh, Dotze girasols
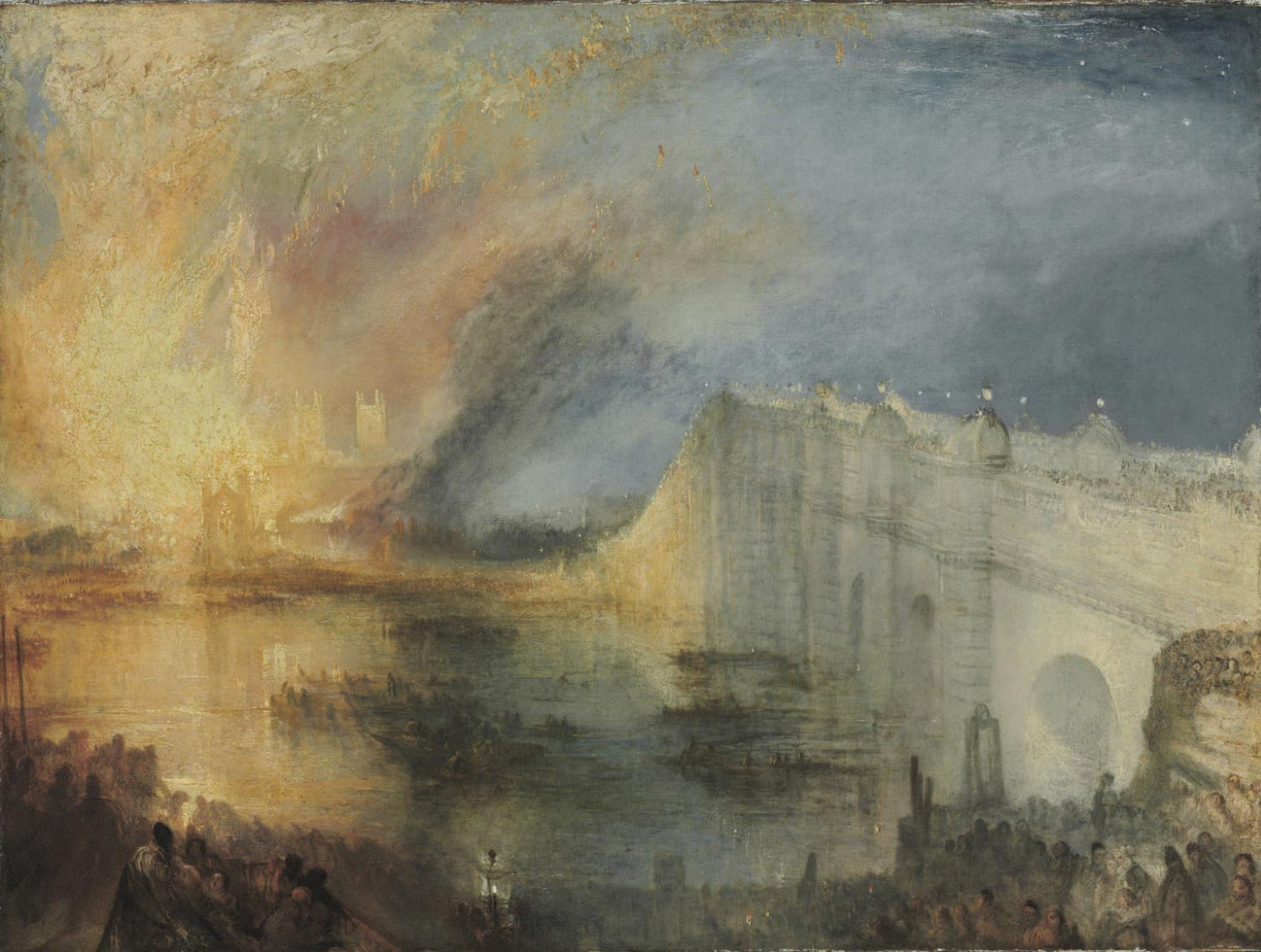
J. M. W. Turner, L'incendi de les Cases dels Lords i dels Comuns
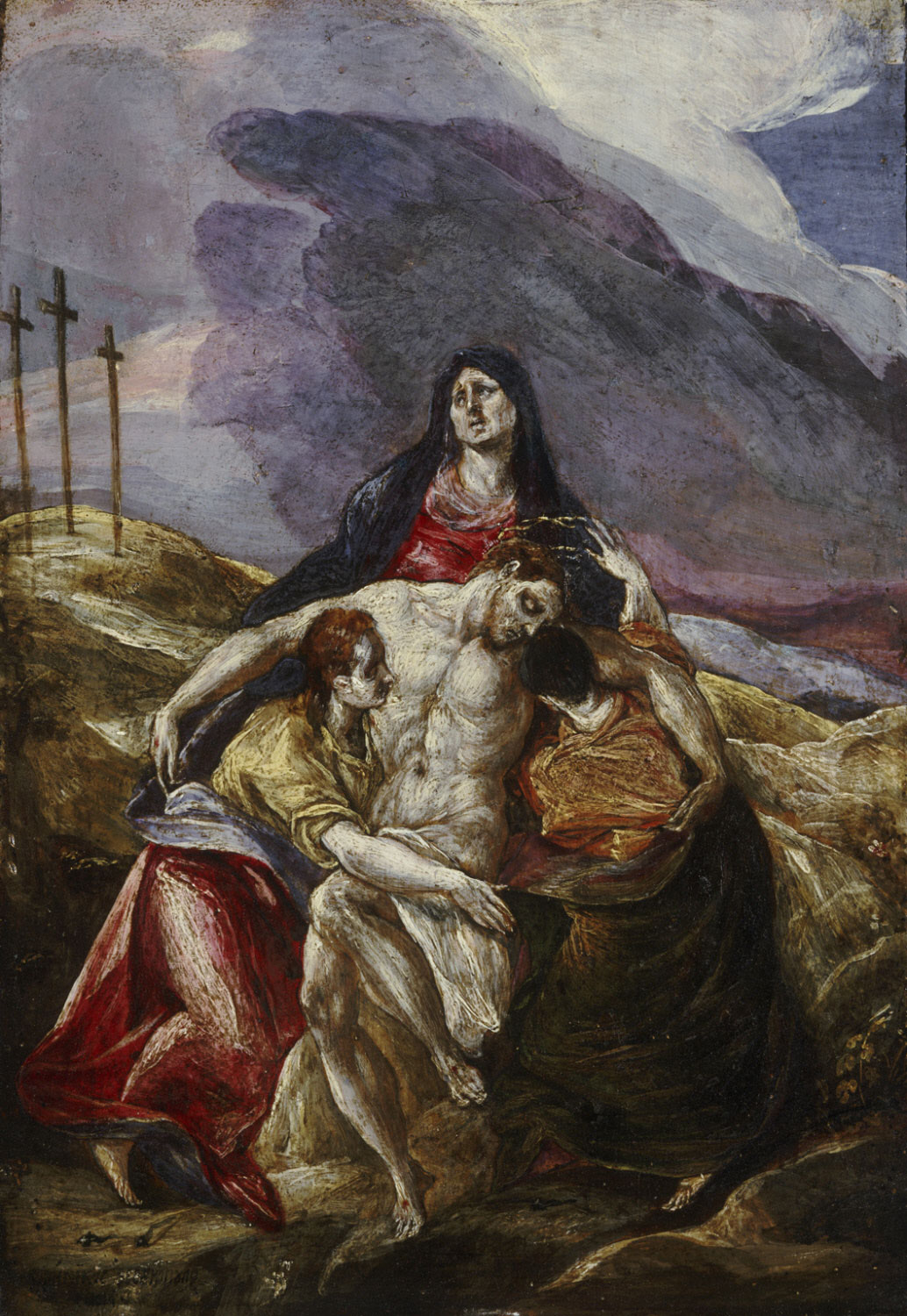
El Greco, Pietat
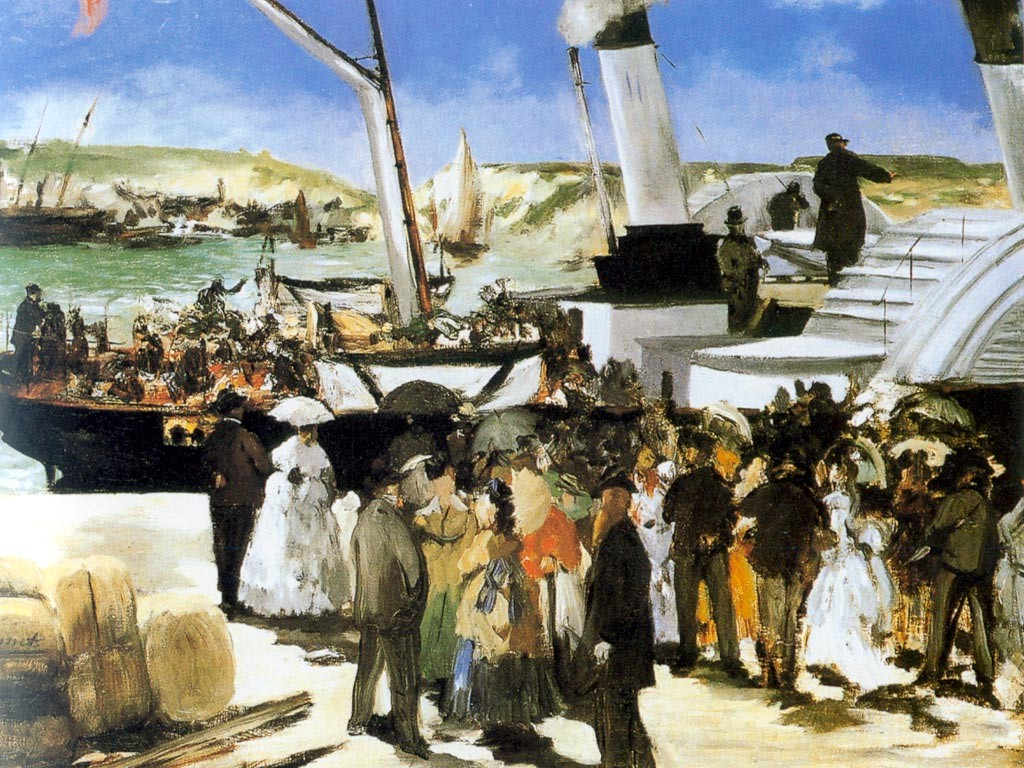
Édouard Manet, Sortida del vapor de Folkestone
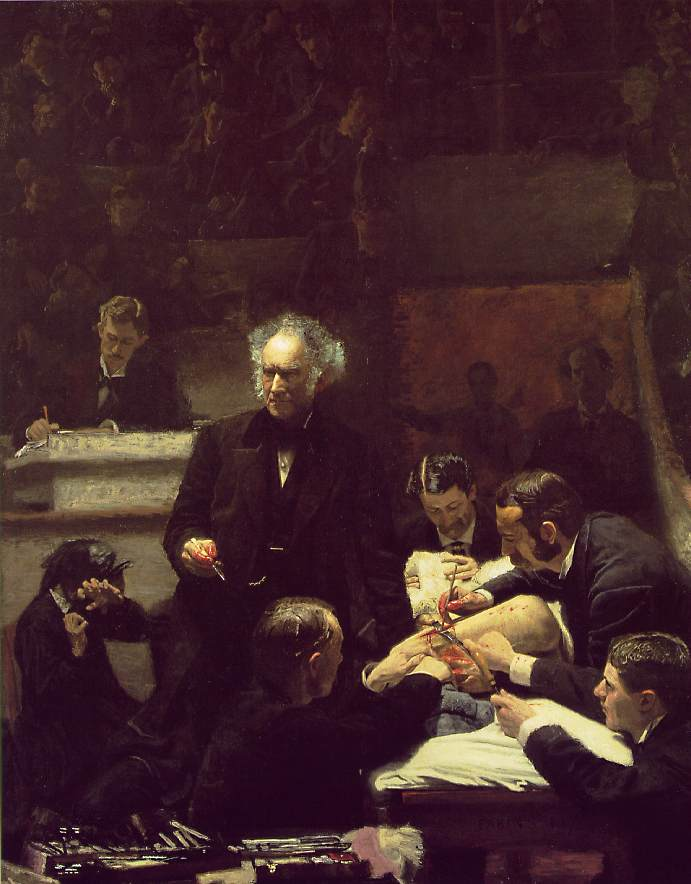
Thomas Eakins, La clínica Gross 1875
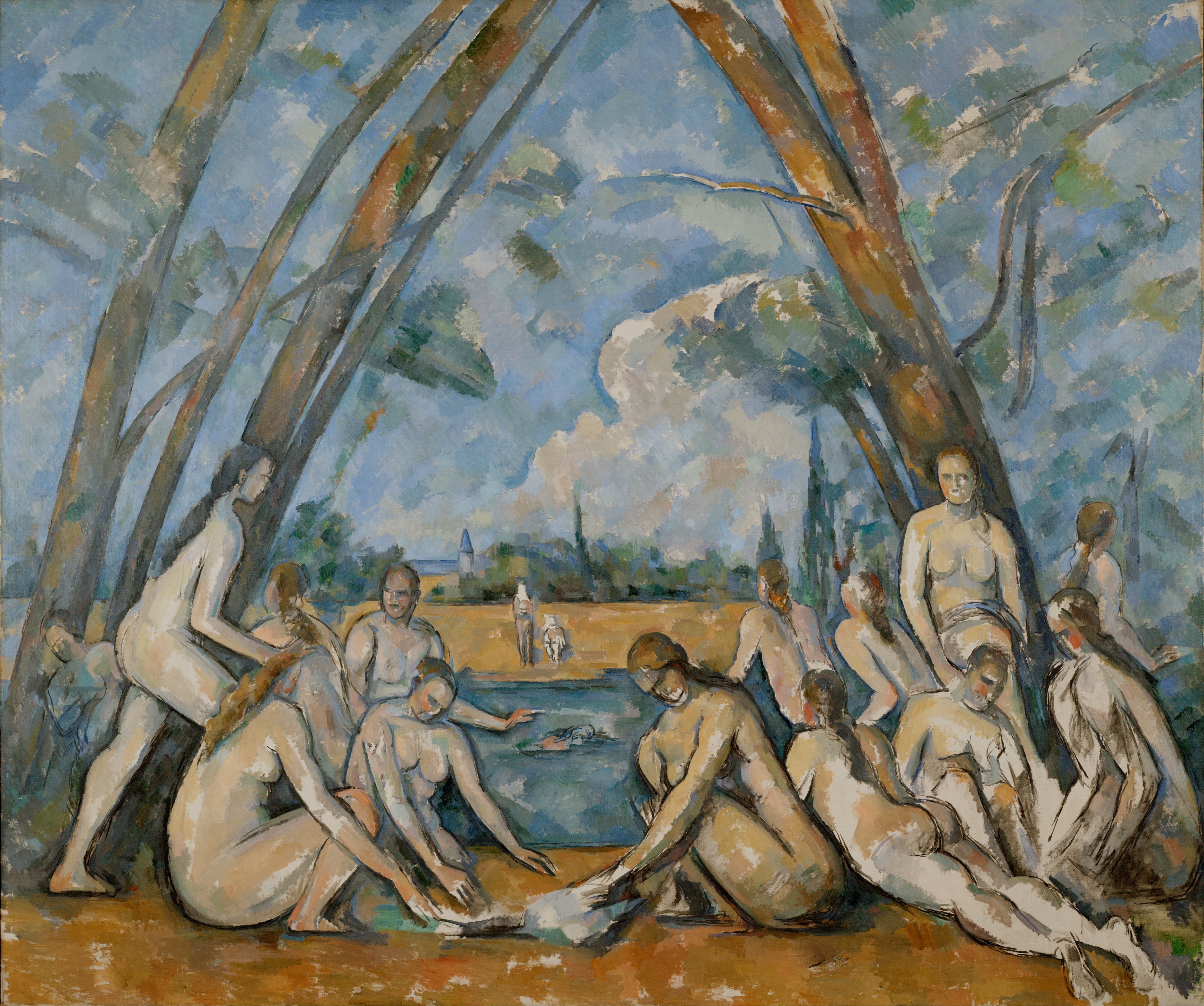
Paul Cezanne
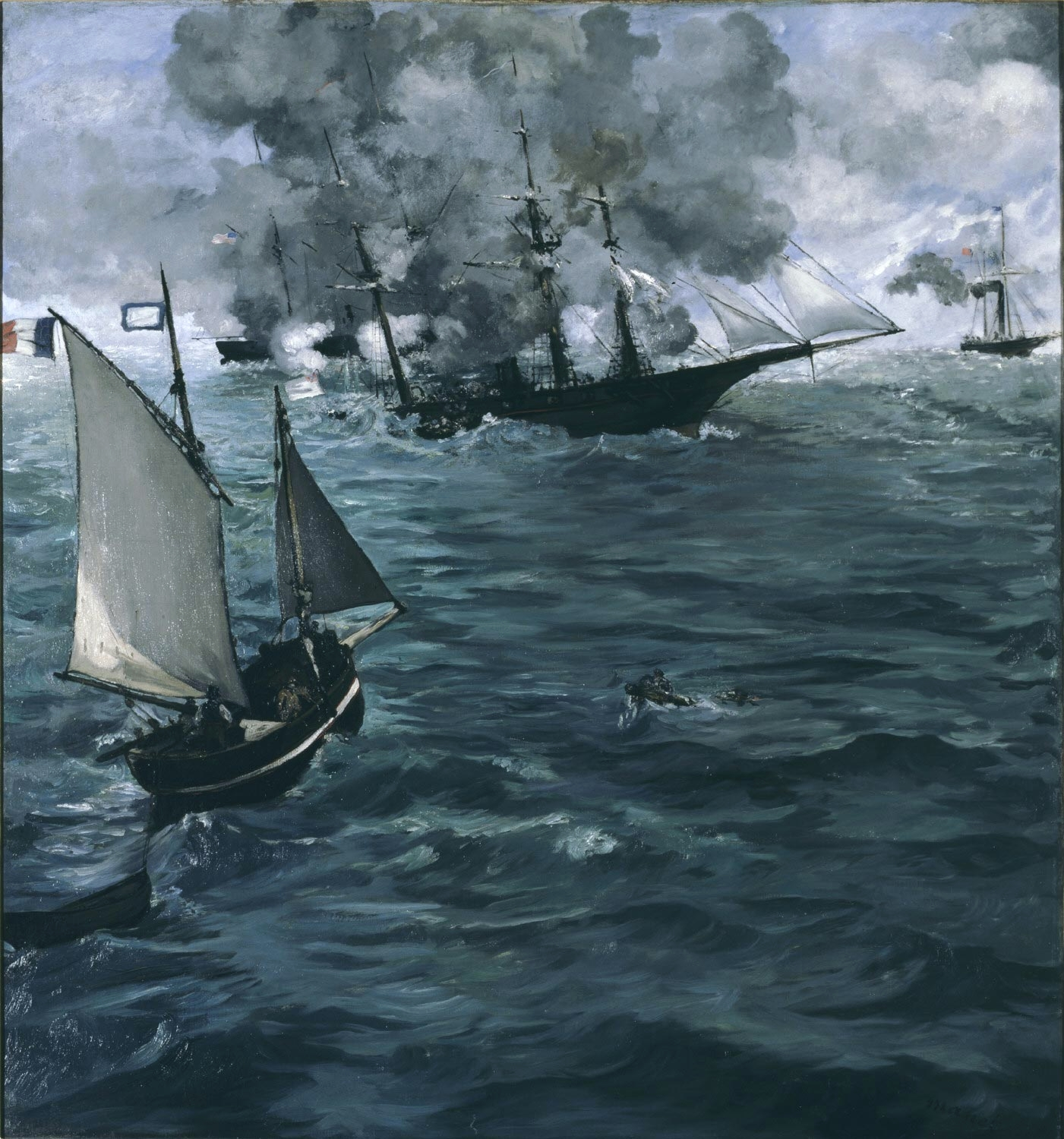
Édouard Manet, El Combat del Kearsarge i de l'Alabama
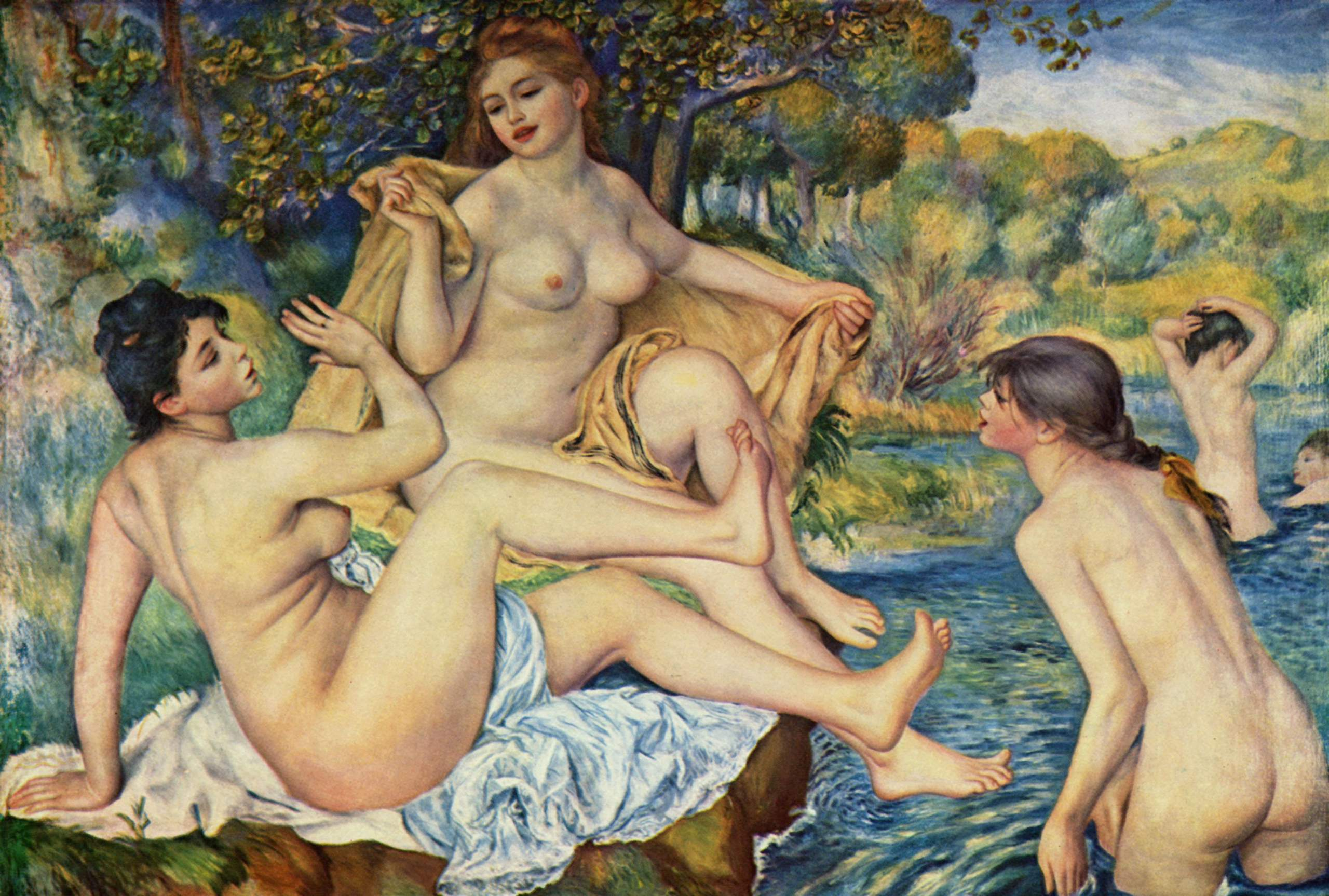
Pierre-Auguste Renoir, Les grans banyistes 1887
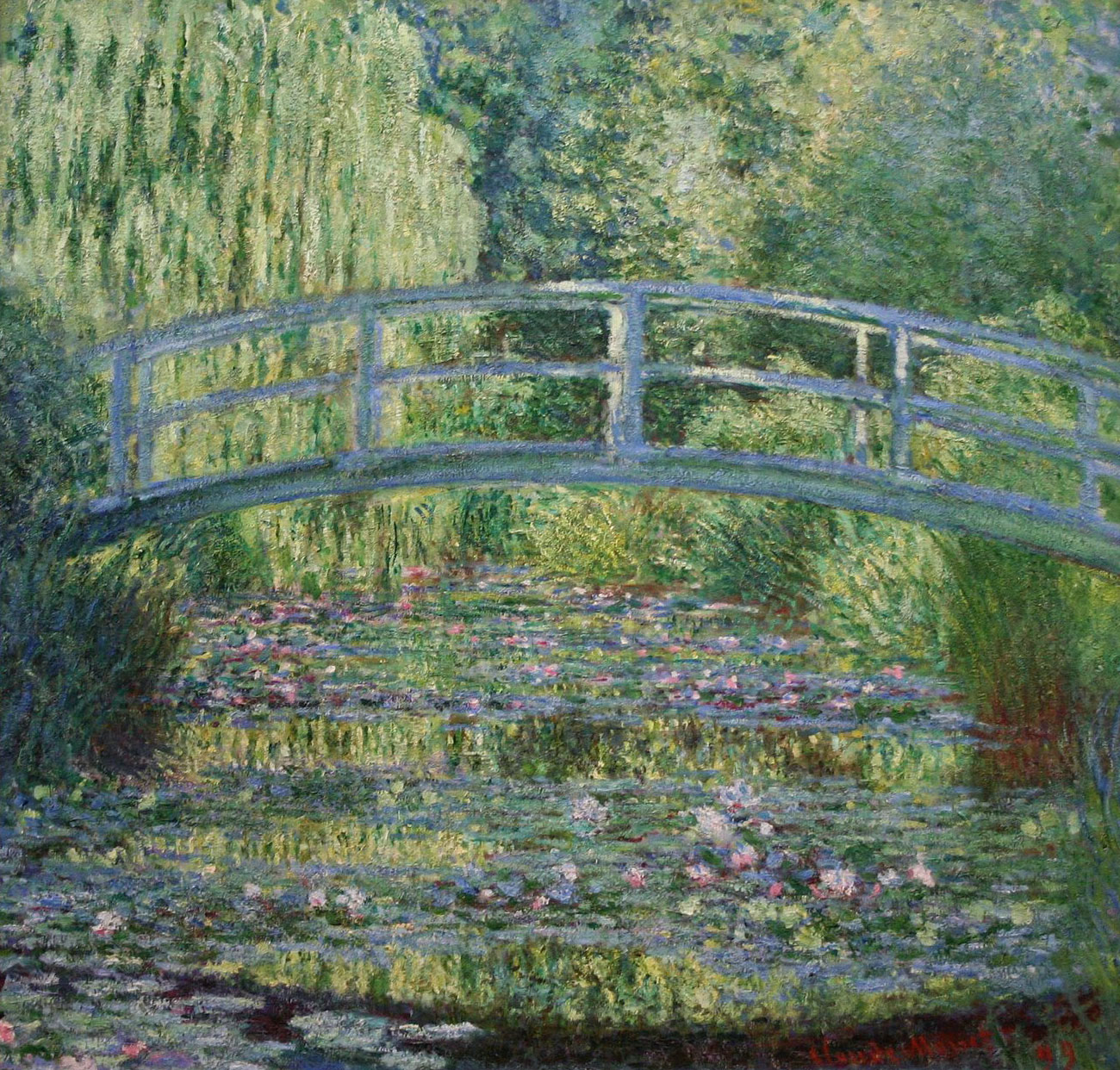
Claude Monet, Pont japonès i Lliris d'aigua, c.1899
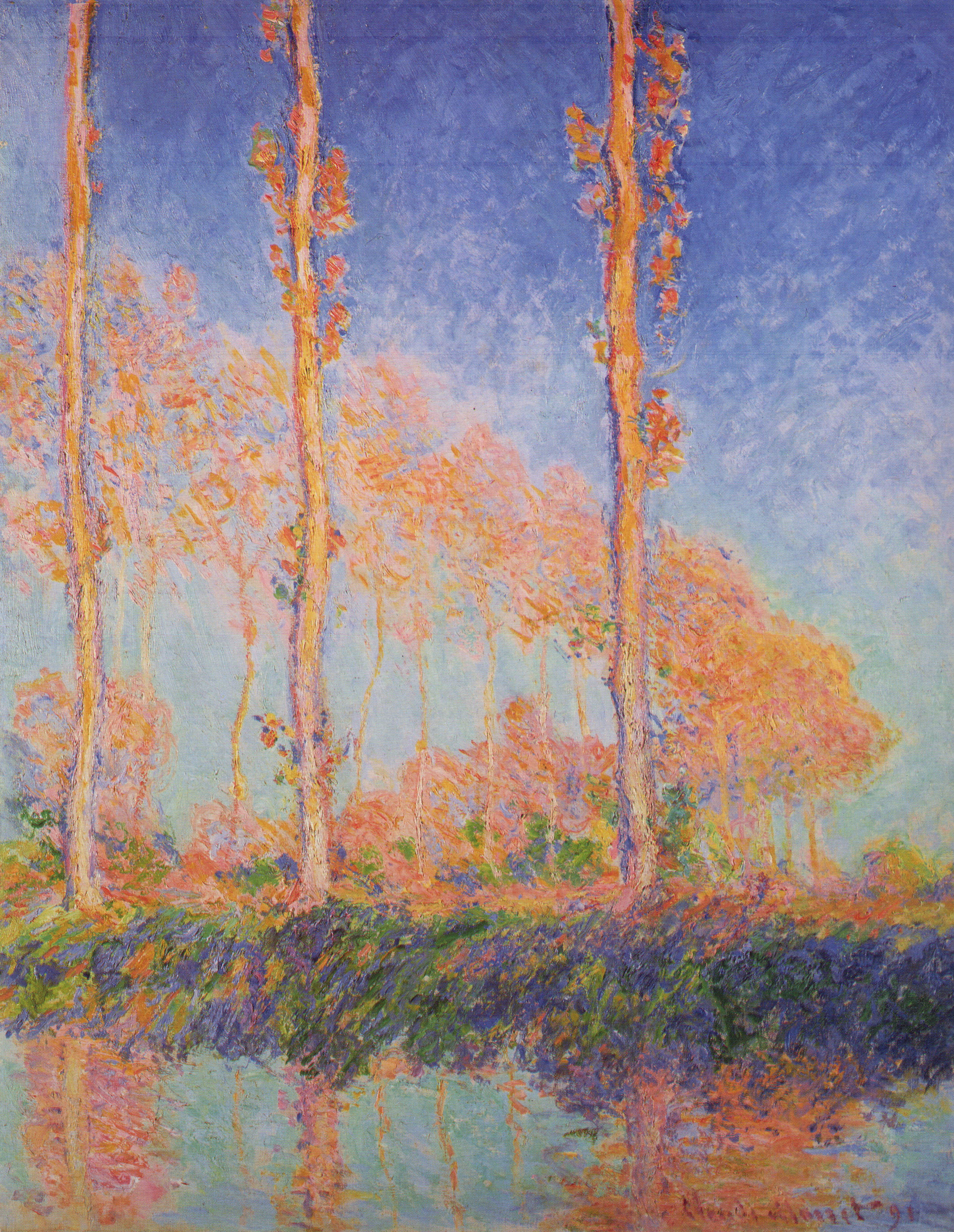
Claude Monet, 1891
Georges-Pierre Seurat, Temps gris, 1888